# Prada

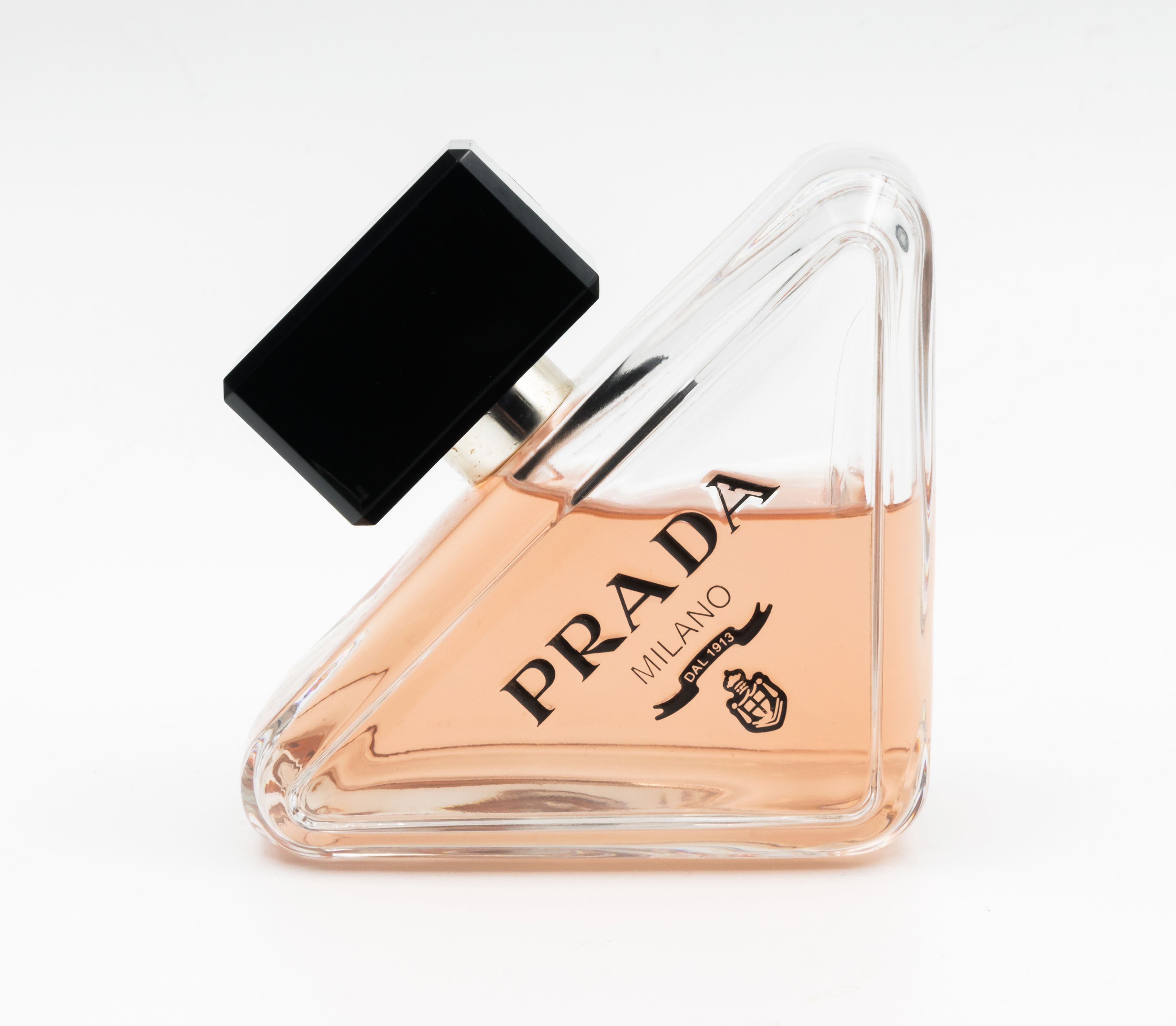
Woda perfumowana Prada Paradoxe

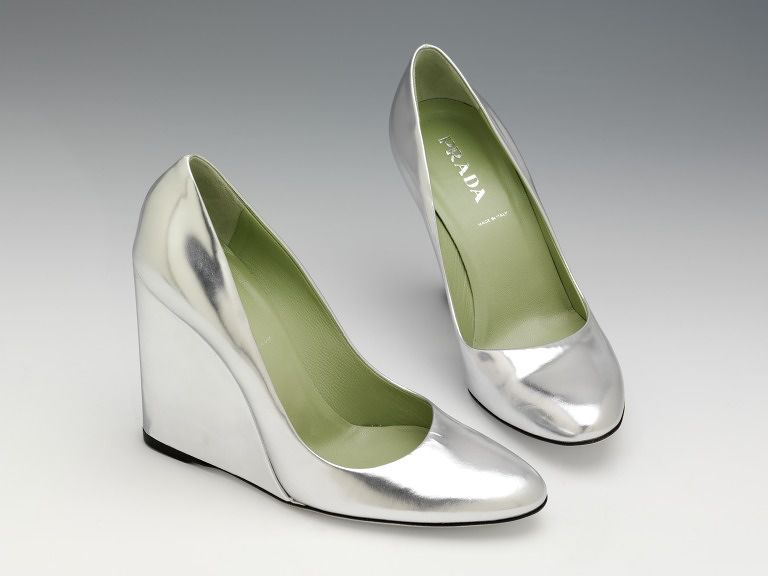
Czółenka na koturnie, Prada, 2005

Prada Group S.p.A. – włoski dom mody założony w 1913 w Mediolanie przez Mario Pradę

## Historia
Mario Prada urodził się w Mediolanie we Włoszech i zmarł w 1952. W 1913 Mario wraz ze swoim bratem Martino założył swój sklep Fratelli Prada (Bracia Prada) w mediolańskiej Galerii Króla Wiktora Emmanuela III, w którym sprzedawał importowane angielskie kufry, torebki i inne wyroby skórzane. Marka zyskała prestiżową reputację, stając się ulubionym kierunkiem międzynarodowych arystokratów i wysokiej klasy klientów. W 1919 dla zyskania prestiżu firma została oficjalnym dostawcą włoskiego domu królewskiego. Herb i symbol dynastii sabaudzkiej stały się główną częścią znaku towarowego Prady. Mario Prada uważał, że kobiety nie powinny odgrywać roli w biznesie i pogardzał członkiniami rodziny pracujących dla Prady. Jednak syn Mario Prady nie wykazywał zainteresowania przejęciem rodzinnej firmy i projektant zostawił ją swojej siostrze Luisie Pradzie. Luisa prowadziła firmę przez dwadzieścia lat zanim przekazała ją swojej córce Miucci. Miuccia Prada, wnuczka założyciela w 1970 rozpoczęła pracę w firmie, projektując akcesoria, zaś w 1978 przejęła tę rodzinną firmę. Poznała tam Patrizio Bertelliego, przedsiębiorcę zajmującego się produkcją wysokiej klasy galanterii skórzanej. Razem stworzyli partnerstwo kładące podwaliny pod przyszły międzynarodowy rozwój i sukces firmy. Bertelli objął rolę menedżera biznesowego a Miuccia skoncentrowała się na projektowaniu. 
W 1979 Miuccia Prada wypuściła na rynek swoje pierwsze projekty plecaków i torebek wykonanych z materiału, którego jej dziadek używał do przykrywania kufrów. W tym samym roku Miuccia rozszerzyła kategorie produktów Prady, produkując swoją pierwszą kolekcję obuwia damskiego. W 1983 firma otworzyła drugi butik przy Via della Spiga w Mediolanie. W następnym roku firma rozszerzyła się na Florencję, Paryż, Madryt i Nowy Jork. W 1984 firma wypuściła na rynek klasyczną torebkę Prada. Prosta, elegancka i wykonana z czarnego nylonu torba odniosła natychmiastowy sukces. W 1985 Prada na rynek ponownie wprowadza nowoczesne plecaki Pocono, tym razem już z trójkątnym logiem i łańcuszkiem. Prada wprowadziła na rynek damską kolekcję ready-to-wear w 1988, debiutując na mediolańskim tygodniu mody. Proste i luksusowe projekty charakteryzowały się czystymi liniami i podstawowymi kolorami. Pierwsza kolekcja prêt-à-porter Prady pojawiła się na wybiegu w 1989. W 1992 Miuccia Prada wprowadziła tańszą linię strojów i akcesoriów, którą nazwała Miu Miu. Była ona skierowana do młodszej klienteli. Proponowała bardziej odważne kroje i kolory. Wkrótce powstała marka Prada Sport, która oferowała linię męską oraz bieliznę. 
W 1993 Prada otworzyła swój drugi butik w centrum handlowym Mediolanu, Galerii Króla Wiktora Emmanuela III. W 1993 powstała Prada Uomo. W tym samym roku CFDA przyznała Pradzie nagrodę „Projektanta Roku”. Rok 1995 był również początkiem, w którym firma wykorzystywała celebrytów jako referencje marki Miu Miu. W 1996 Prada kontynuowała ekspansję, otwierając największy do tej pory sklep na Manhattanie w Nowym Jorku. W połowie lat dziewięćdziesiątych pojawiła się także linia odzieży męskiej typu ready-to-wear. W 2000 Prada wprowadziła na rynek linię okularów. Oznaczało to początek rozszerzania portfolio firmy o perfumy w 2003, a o telefony komórkowe w 2007. W latach 90. XX w. utworzona została Prada Group, która wykupiła kilka innych znanych marek w świecie mody, m.in. Fendi oraz Helmut Lang.
Marka zmagała się z trudnościami od późnych lat 2000 do połowy 2010, co obejmowało nieudaną pierwszą ofertę publiczną na giełdzie w Hongkongu. Odrodzenie popularności nastąpiło w 2020, kiedy to Miuccia Prada i Bertelli, oboje wkraczający w podeszły wiek, rozpoczęli zmianę przywództwa na swoje dzieci, sprowadzając byłego dyrektora generalnego Luxottica Andreę Guerrę, aby kierował firmą przez lata w okresie przejściowym. Przedsiębiorstwo osiąga roczne przychody w miliardach euro, uzyskując w 2022 przychód na poziomie 4,2 miliarda euro, a zysk 776 milionów euro. Ponadto artykuły Prady, i w mniejszym stopniu Miu Miu, są postrzegane przez konsumentów jako bardzo pożądane.

## Działalność
Prada ma 250 sklepów w 65 krajach świata. W jej posiadaniu jest marka Jil Sander. 
W 2017 Prada miała 10% udziałów w domu mody Gucci i była jego największym udziałowcem. Prada Group S.p.A produkuje pod pięcioma markami:
- Prada
- Miu Miu
- Church’s
- Car Shoe
- Marchesi 1824